# Claudia Morin
Claudia Morin (* 1939) ist eine französische Schauspielerin.

## Leben
Claudia Morin absolvierte nach ihrem Schulabschluss ihre professionelle Schauspielausbildung an der Conservatoire national supérieur d’art dramatique in Paris. Von 1969 bis Mitte der 1990er-Jahre wirkte sie als Schauspielerin vor der Kamera an mindestens 20 Film- und Fernsehproduktionen mit. Darunter waren Kinofilme wie beispielsweise La Boum 2 – Die Fete geht weiter, Fernsehfilme, Miniserien wie Die gelbe Karawane, Fernsehserien und Kurzfilme. Als Bühnendarstellerin wirkte Morin an verschiedenen Theaterhäusern in ganz Frankreich in zahlreichen Theaterstücken mit, so auch in einigen Stücken von Molière.

## Filmografie (Auswahl)
- 1969: Das Leben, die Liebe, der Tod (La Vie, l’Amour, la Mort)
- 1971: Le 15 Mai (Kurzfilm)
- 1974: Die Verdächtigen (Les Suspects)
- 1974: Die gelbe Karawane (La Cloche tibétaine, Miniserie)
- 1975: Charme des Sommers (Les charmes de l’été, Miniserie)
- 1977: Ne le dites pas avec des roses!... (Fernsehserie, 3 Folgen)
- 1977–1978: Les folies Offenbach (Miniserie, 3 Folgen)
- 1982: Jules et Juju (Fernsehfilm)
- 1982: La Boum 2 – Die Fete geht weiter (La Boum 2)
- 1984: Gesichter des Schattens (Fernsehfilm)
- 1989: La compagnie de Sarah (Fernsehfilm)
- 1991: Tribunal (Fernsehserie, 9 Folgen)
- 1996: Electre (Fernsehfilm)